# Teddy Bear (chanson)
Pour les articles homonymes, voir Teddy bear.
Singles de Elvis Presley
All Shook Up Jailhouse Rock
Pistes de Loving You
Mean Woman Blues Loving You
(Let Me Be Your) Teddy Bear est une chanson de rock 'n' roll écrite par Kal Mann et Bernie Lowe pour Elvis Presley, dont la version a été éditée en 45 tours par RCA en 1957. La chanson a été créée pour le film Loving You (Amour frénétique), réalisé par Hal Kanter en 1957 et elle figure également sur la bande sonore de ce film sorti en juillet de la même année. Le simple se classe n°1 du Billboard Hot 100 pendant huit semaines consécutives en juillet et août 1957.
Teddy Bear a été reprise entre autres par Jumpin' Gene Simmons, Pat Boone, Johnny Farago, Jimmy Ellis, Cliff Richard, The Residents, Tanya Tucker, etc.
Johnny Hallyday l'a interprété en français sous deux titres différents : Ton petit ours en peluche en 1959, adapté par J. Poterat, et Celui que tu préfères en  1964, sur des paroles de Ralph Bernet, sur l'album Johnny, reviens ! Les Rocks les plus terribles. En 2000, il enregistre la version originale sur l'album Love Me.

## Personnel
- Elvis Presley chant
- Scotty Moore – guitare
- Bill Black contrebasse
- Hoyt Hawkins  piano
- D. J. Fontana batterie
- The Jordanaires – chœurs
- Walter Scharf producteur
- Thorne Nogar ingénieur